# 八戸市立南郷小学校
八戸市立南郷小学校（はちのへしりつ なんごうしょうがっこう）は、青森県八戸市南郷市野沢にある公立小学校。2023年（令和5年）度の児童数は106名。

## 概要
- 本校は、市野沢・中野・鳩田の各小学校が統合して、設立された学校である。

## 沿革
- 2016年（平成28年）
  - 4月1日 - 開校。
  - 4月5日 - 最初の新任式挙行。
  - 4月6日 - 児童144名・教職員18名で開校式挙行[1]。
  - 4月7日 - 第1回入学式挙行。最初の新入生は15名。
- 2017年（平成29年）
  - 3月17日 - 第1回卒業式挙行。
  - 3月24日 - 第1回修了式と離任式挙行。

## 学区
- 上平・市野沢1班～11班・黄檗・中学校通り・市野沢団地・松内場長根・大渡・田ノ沢・笹子・中ノ沢・馬場瀬・泥障作・グリーンタウン・中央団地・七枚田・中谷地・根子久保・下洗1班～2班・孫次郎・大蕨・下家前・向家前・内丸・中野・治仏塚・諏訪・半堂・大平1班～2班・狐久保・泥ノ木・上大森・中大森・下大森・向大森・長森・中小花・鳩田・田屋久保・鶏島・人形森・東新田・中新田・西新田[2]。

## アクセス
- 八戸市役所南郷事務所から約600m、車で約1分・徒歩約10分。
- 南部バス（岩手県北自動車南部支社）「南郷事務所前」バス停下車後、徒歩約600m･徒歩約10分。
  - 八戸市内方面からは「F111」（市ノ沢行）・「F116」（軽米行）、八戸市内方面へは「P8」（本八戸駅経由ラピア行）を利用。
  - JR八戸線本八戸駅から、上述の路線バスで、「南郷事務所前」まで37分、下車後徒歩。
- 八戸自動車道南郷ICから車で約800m、約2分。

## 周辺
- 青森県道42号名川階上線
- 八戸市役所南郷事務所
- 養真寺
- ローソン南郷市野沢店
- 八戸自動車道
  - 南郷インターチェンジ